# Allitération
Une allitération, du latin ad (à) et littera (lettre), est une figure de style qui consiste en la répétition d'une ou plusieurs consonnes (par contraste avec l'assonance, qui se base sur la répétition de voyelles), souvent à l'attaque des syllabes accentuées, à l'intérieur d'un même vers ou d'une même phrase. Elle vise un effet essentiellement rythmique, mais permet aussi de redoubler, sur le plan phonique, ce que le signifié représente. Elle permet de lier phoniquement et sémantiquement des qualités ou caractéristiques tenant du propos afin d'en renforcer la teneur ou la portée sur l'interlocuteur.
L'allitération a une forte fonction d'harmonie imitative ; en ce sens elle peut être considérée comme un type d'onomatopée (voir le vers de Jean Racine). L'allitération est couramment utilisée en poésie, mais est également connue en prose, particulièrement pour des phrases courtes ou dans les romans poétiques. Elle est proche du virelangue et du tautogramme.

Un des exemples le plus courants d'allitération est 

« Pour qui sont ces serpents qui sifflent sur vos têtes ? »

— Racine (Andromaque, acte V, scène 5)

## Règle générale
Les consonnes permettent les allitérations. En français, les consonnes sont classées en cinq familles et quelques isolées :
- labiales : b, p, f, m, v
- dentales : d, t, l
- palatales : j, g, n
- vélaires : k, g, w
- uvulaires : r

s, z et ch ne sont membres d'aucune famille. La phonétique reconnaît cependant d'autres familles, en particulier les fricatives dont les sifflantes (ou fricatives alvéolaires, sons s et z), et les chuintantes (ou fricatives post-alvéolaires, sons ch et j).
Comme le montrent les exemples ci-dessous, les allitérations utilisent préférentiellement les consonnes qui ne sont pas classées dans ces familles.
Les groupes-consonnes, comme les sons bl, tr, ks, gz, etc. ne sont pas pris en compte par les experts en allitération, sauf gn (n+y) au titre de consonne occlusive nasale palatale voisée.
L'allitération peut donc porter sur l'ensemble des consonnes, ce qui serait impossible si elles n'étaient pas réparties en familles. Elle peut même parfois jouer sur plusieurs consonnes en même temps, renforçant l'harmonie imitative.

## Exemples
- Allitération qui vise une harmonie imitative avec la reproduction du bruit du serpent par redoublement des consonnes sifflantes :

« Pour qui sont ces serpents qui sifflent sur vos têtes ? »

— Racine (Andromaque, acte V, scène 5)
- Allitération suggestive en dentale d et labiale m, avec assonance des voyelles o et a, qui évoque le sommeil :

« Dormeuse, amas doré d'ombres et d'abandons. »

— La Dormeuse, poème de Paul Valéry, 1920
- Allitération imitative en dentales t et d, évoquant le son du tambour :

« Tamtam sculpté, tamtam tendu qui gronde sous les doigts du vainqueur. »

— La femme noire, poème de Léopold Sédar Senghor
- Allitération évoquant le bruit de l'hélice :

« Y a pas d'hélice hélas, c'est là qu'est l'os. »

— La Grande Vadrouille.
- En chanson chez Boby Lapointe pour évoquer le tic tac de l'horloge après une rupture :

« Ta Katy t'a quitté (tic-tac tic-tac)

T'as qu'à t'as qu'à t' cuiter

Et quitter ton quartier (...)

Ta tactique était toc »

— Boby Lapointe, (Ta Katy t'a quitté)
- En chanson chez Serge Gainsbourg, dont la répétition de « t » et « c » évoque le bruit d'une arme automatique :

« Dans les trois jours, voilà le tac-tac-tac

Des mitraillettes qui reviennent à l'attaque »

— Serge Gainsbourg, (Bonnie and Clyde), 1968
- Toujours chez Gainsbourg, où l'allitération en « v » évoque, durant quatre strophes, l'insistant dialogue amoureux vers une personne vouvoyée :

« J'avoue j'en ai bavé pas vous mon amour ; Avant d'avoir eu vent de vous mon amour

À votre avis qu'avons-nous vu de l'amour ? De vous à moi vous m'avez eu mon amour

Hélas avril en vain me  voue à l'amour ; J'avais envie de voir en vous cet amour

La vie ne vaut d'être vécue sans amour ; Mais c'est vous qui l'avez voulu mon amour »

— Serge Gainsbourg, (La javanaise), 1963
- On retrouve également ces allitérations dans le rap français. Dans cet exemple, Maître Gims emploie la répétition du « p » et du « z », imitant les sons des explosions :

« Le monde va bien exploser, tes péchés seront exposés 

Puis posés, afin d'être pesés, questionné sur le sexe opposé. »

— Maître Gims, (VQ2PQ)
- Ou encore chez Suprême NTM :

« Et les jeunes sont saoulés, salis sous le silence / Seule issue la rue même quand elle est en sang »

— Suprême NTM, Suprême NTM
- Au cinéma, dans la version française du « Maître de Guerre », Clint Eastwood décrit le bruit caractéristique de l'AK-47  :

« Son Tac-a-tac est typique »

— Version originale : « This is the AK-47 assault rifle, the preferred weapon of your enemy and it makes a distinctive sound when fired at you, so remember it. »
- Allitération suggestive, traduisant le bruit agressif de la rue :

« La rue assourdissante autour de moi hurlait »

— Baudelaire, (Les Fleurs du mal, À une passante)
- Allitération de dentales, pour évoquer le bruit des gouttes :

« Tandis que les gouttes de Fowler tombent dans l'eau »

— François Mauriac, (Thérèse Desqueyroux)
- Allitération en « s » (sifflante) qui procure un caractère voluptueux contrebalancé par l’allitération en « t » (dentale) qui traduit le mouvement, une détermination[1] :

« Coma t’es sexe, t’es styx,

Test statique

Coma t’es sexe, t’es styx,

Extatique

Coma t’es sexe, t’es styx,

Test, test statique

Coma t’es sexe, t’es styx,

Esthétique »

— Mylène Farmer '"Dégénération" (2008)
- Allitération riche :

Dans son étude, si ça lui sied, l'huissier a l'huis scié, mais Lũis y est, et celui-ci hait l'huissier, car il a, lui, six haies.
- Le virelangue :
  - « Un chasseur sachant chasser sans son chien de chasse est un chasseur qui chasse assez bien »
  - « Un chasseur sachant chasser doit savoir chasser sans son chien »
  - « Les chaussettes de l'archiduchesse sont sèches, archisèches »
  - « Ce soir, je suis chez ce cher Serge » (toutes les trois des allitérations en CH et en S).
  - Même dans les slogans publicitaires : "Je suis passé chez Sosh".

- Allitération en « v » introduisant le personnage du même nom dans le film V pour Vendetta :

« Voilà ! Vois en moi l'image d'un humble vétéran de vaudeville, distribué vicieusement dans les rôles de victime et de vilain par les vicissitudes de la vie. Ce visage, plus qu'un vil vernis de vanité, est un vestige de la vox populi aujourd'hui vacante, évanouie. Cependant, cette vaillante visite d'une vexation passée se retrouve vivifiée et a fait vœu de vaincre cette vénale et virulente vermine vantant le vice et versant dans la vicieusement violente et vorace violation de la volition. Un seul verdict : la vengeance. Une vendetta telle une offrande votive mais pas en vain car sa valeur et sa véracité viendront un jour faire valoir le vigilant et le vertueux. En vérité ce velouté de verbiage vire vraiment au verbeux, alors laisse-moi simplement ajouter que c'est un véritable honneur que de te rencontrer. Appelle-moi V Voilà ! »

— Version française de la tirade par laquelle le héros se présente à Evey.

« In view, a humble vaudevillian veteran, cast vicariously as both victim and villain by the vicissitudes of fate. This visage, no mere veneer of vanity, is a vestige of the vox populi, now vacant, vanished. However, this valorous visitation of a bygone vexation stands vivified, and has vowed to vanquish these venal and virulent vermin vanguarding vice and vouchsafing the violently vicious and voracious violation of volition! The only verdict is vengeance; a vendetta held as a votive, not in vain, for the value and veracity of such shall one day vindicate the vigilant and the virtuous. Verily, this vichyssoise of verbiage veers most verbose, so let me simply add that it's my very good honour to meet you and you may call me V. »

— Version anglaise
- Allitération en « v » suggérant le mouvement :

« Viens, mon fils, viens, mon sang, viens réparer ma honte,

Viens me venger.

(...)

Va, cours, vole, et nous venge. »

— Corneille (Le Cid, acte I, scène 5)
- Allitérations sifflantes pour installer le calme et la fragilité d'une nuit sans lune :

« Une nuit sans sommeil, sans nuage et sans lune,

Sur le sable noirci au sommet d’une dune,

Sous l’espace assoupi, bercé par le silence,

Quelques grains de poussière en essaim ensemencent

L’océan et poinçonnent le ciel où s’inspirent

Les Parques dont les sombres desseins réverbèrent

L’infini... »

— Ipzo l'aniMot, L'astrolâtre
Ainsi que le montrent Jean Mazaleyrat et Georges Molinié dans leur Vocabulaire de la stylistique la gamme des effets produits par l'allitération, comme par l'assonance d'ailleurs est très variable et divers : « Ainsi l’allitération est-elle susceptible de nuances variables, qui vont du martèlement au simple rappel ou écho ».

## Définition
Répétition des consonnes initiales ou intérieures dans une suite de mots pour obtenir un effet d'harmonie, de 
pittoresque ou de surprise (par exemple « De Ce Sacré Soleil dont je Suis deSCendue » [Racine]).

### Définition linguistique
L'allitération opère une transformation phonique à l'identique. Sa place dans le segment de vers ou de phrase ne modifie en rien son acceptation. Elle peut désigner la répétition d’une même sonorité consonantique à l’intérieur et/ou à la fin d’un mot, en début, au milieu ou en fin de vers ou de phrase. Elle peut se combiner avec l'assonance au sens strict (exemple : « La b elle et la b ête »)
L'allitération se distingue de l’apophonie qui consiste en une modification du timbre vocalique. Son synonyme est la locution utilisée en linguistique historique : versification allitérative pour désigner le type de textes produits sur sa base prosodique (Browning et Thomas Stearns Eliot dans la langue anglaise).

### Définition stylistique
L'effet premier de l'allitération, comme de l'assonance, est le retour expressif de sons identiques. En littérature, elle permet la création et le maintien de l'harmonie imitative ou de l'isotopie. Elle est d’autant plus perceptible que la distance qui sépare les mots est réduite (attractivité sémantique). Elle vise essentiellement pour le locuteur un effet psychologique et esthétique, soit parce qu'elle relie étroitement la forme de l’expression à la forme du contenu (identité), soit parce qu'elle permet de mieux imprégner la mémoire, par le rythme qu’elle impose au vers (fonction mnémotechnique).
Dans tous les cas la gamme de sujets concernés est vaste et dépend de chaque locuteur et poète (renforcement du champ lexical de la pierre par exemple par les consonnes r, du bruit des feuilles dans le vent par la répétition des consonnes f , etc.). Enfin l'effet est toujours très lié à la nature de la consonne mise en valeur, certaines connotent des éléments durs (r,t,s), d'autres des éléments plus doux (f,v,l), en ce sens elle est à mettre en relation avec l'univers des onomatopées et est souvent utilisée avec l'assonance.
En pédagogie, la reconnaissance entre allitération et assonance pose des problèmes aux élèves concernant leur identification. Des moyens mnémotechniques ont été proposés : assonance se termine par un e une voyelle donc alors qu'allitération se termine par un n, une consonne. Ce procédé scolaire permet de mémoriser la définition de la figure.
En France, l’allitération se rencontre dans de nombreux proverbes et locutions populaires qui en renforce la forme expressive, tout en les rendant faciles à retenir (fonction mnémotechnique) :  « jeter feu et flamme »  ou  « repos et repas gras font gros et gras ». Il n’en demeure pas moins que l’allitération a été et reste recherchée par certains poètes français, des rhétoriqueurs aux poètes du XXe siècle en passant par les symbolistes.

### Genres concernés
Bien que l'allitération concerne tous les genres littéraires, elle touche principalement, du moins historiquement, la poésie, le roman poétique et le théâtre.
La publicité a souvent recours aux ressources de l'allitération afin de créer un effet mnémotechnique, de mémorisation du nom du produit, s'apparentant à un effet de refrain.
Au cinéma, une tirade composée d'allitérations en V qui est l'initiale du personnage principal de V pour Vendetta. Elle est entièrement citée sans sa version originale dans l'article sur le film tiré de la bande dessinée.
L'allitération est aussi très utilisée par certains chanteurs de rap pour ajouter un effet de rythme haché sur les paroles en addition de la figure de style.

« Je rappe à la force des mots sans artifices,
Moi c'est à force de mots que j'suis artiste
J'pratique un art triste, tristement célèbre.
Mon rap est un art prolétaire alors les minorités y sont majoritaires [...]
Ça fait vingt ans qu'on chante la banlieue
Vingt ans qu'ils décrient nos écrits en haut lieu
Vingt ans qu'ils étouffent nos cris
Qui transcrivent les crispations des cœurs en crise. »

— Kery James

## Historique de la notion
L'allitération est surtout employée dans les langues germaniques comme l'anglais (voir les sonnets de Shakespeare), en prosodie car les vers n'étaient ni rimés ni soumis à un nombre fixe de syllabes mais s'organisaient autour de quatre accents principaux dont les trois premiers étaient le support de l'allitération. De manière générale, l'allitération, comme l'assonance est un effet caractéristique des langues orales et des traditions médiévales. On lui prête, en plus de son pouvoir imitatif par le son une fonction mnémotechnique utilisée par les troubadours et poètes itinérants. Ce n'est qu'avec La Pléiade que les poètes français (Joachim du Bellay dans ses sonnets) commencent à s'y intéresser ; les symbolistes et les poètes surréalistes (comme Raymond Queneau ou Paul Éluard) en exploiteront aussi les ressources. Mais c'est surtout Charles Baudelaire qui lui donne ses lettres de noblesse en France, et qui en fait le principe fondateur de ses Correspondances (vaste réseau de significations qui court dans ses poèmes par la prosodie ou les sonorités) :

« Il est de forts parfums pour qui toute matière

Est poreuse. On dirait qu’ils pénètrent le verre.

En ouvrant un coffret venu de l’Orient

Dont la serrure grince et rechigne en criant, »

— Charles Baudelaire, Le Flacon dans Les Fleurs du mal
L'allitération en r renforce le symbolisme du parfum se diffusant.
En linguistique moderne, Roman Jakobson, reprenant la formule mise en évidence par Alexander Pope (« The sound must seem in echo of the sense » : « le son doit être perçu comme un écho du sens ») montre que l'allitération est un principe général de la poétique, en prose comme en poésie, un jeu sur la fonction référentielle qui pourrait se décrire comme « la superposition de la similarité sur la contiguïté ».

### Figures proches
Les allitérations sont des onomatopées au sens strict du terme. La figure la plus proche reste l'assonance qui vise elle les voyelles et avec laquelle elle est souvent employée pour suggérer une harmonie imitative. Le tautogramme et le virelangue sont bien plutôt des applications des ressources de l'allitération, voire des types de textes jouant sur les répétitions consonnantiques et les effets de sens inhérents au propos de la phrase, proche des proverbes.
La figure mère hiérarchiquement supérieure est l'onomatopée. Néanmoins allitération et assonance forment les figures de base pour des transformations plus complexes, incluant leurs ressources et les combinant avec d'autres procédés (morpho-syntaxique, sémantique), comme pour l'homéotéleute.

### Débats
La polémique porte essentiellement sur l'appartenance exclusive de l'allitération à la classe des onomatopées qui se réfère à une propriété intrinsèque de la langue, ou si elle est autonome sur le plan esthétique et donc, par là, appartient à la versification et en particulier à l'harmonie imitative (interne au poème).
Bien que ressentie, la fonction mnémotechnique n'est pas prouvée.

## Domaines transverses
- En communication, l'allitération rend les phrases marquantes et est fréquemment utilisée dans les titres, noms de sociétés, publicités, etc. : Coca-Cola, Big Bang, Big Ben, Baby Boom, Donald Duck, Mickey Mouse, Minnie Mouse, peer-to-peer, Peter Parker, World Wide Web...
- Concernant la fonction mnémotechnique, l'allitération intéresse les sciences du langage, d'anthropologie et de psycholinguistique.